# Luchtverdedigingskruiser
Een luchtverdedigingskruiser was een kruiser die gespecialiseerd was in luchtverdediging. De hoofdtaak van luchtverdedigingskruisers was het escorteren van koopvaardijschepen of marineschepen.
In 2019 zijn er formeel geen luchtverdedigingskruisers meer actief, hoewel sommige mensen de kruisers van de Ticonderogaklasse als luchtverdedigingskruisers zal specificeren.

## Luchtverdedigingskruisers die in dienst waren bij de Koninklijke marine (Nederland)
- Hr.Ms. Jacob van Heemskerck (1940)
- Hr.Ms. De Ruyter (1953)
- Hr.Ms. Tromp (1938)
- Hr.Ms. De Zeven Provinciën (1953)